# Lijst van nominaties voor de Grootste Belg (naar vakgebied)
Dit is een lijst van nominaties voor de verkiezing van De Grootste Belg, gerangschikt naar vakgebied.

## Podium, film en media
- Jeanne Brabants
- Anne Teresa De Keersmaeker
- Jan Decleir
- Raoul Servais
- Mark Uytterhoeven

## Toegepaste kunst
- Victor Horta
- Henry Van de Velde
- Dries Van Noten
- Pierre Wynants

## Wetenschap
- Christian de Duve
- Adrien de Gerlache de Gomery
- Pierre Deligne
- Rembert Dodoens
- Desiderius Erasmus
- Paul Janssen
- Georges Lemaître
- Gerardus Mercator
- Henri Pirenne
- Ilya Prigogine
- Adolphe Quételet
- Simon Stevin
- Christine Van Broeckhoven
- Marc Van Montagu
- Ferdinand Verbiest
- Andreas Vesalius

## Economie
- John Cockerill
- Emile Francqui
- Lieven Gevaert
- Christoffel Plantijn
- Ernest Solvay
- Constant Vanden Stock

## Beeldende kunst
- Pieter Bruegel de Oudere
- Marcel Broodthaers
- Paul Delvaux
- James Ensor
- Fernand Khnopff
- René Magritte
- Hans Memling
- Peter Paul Rubens
- Hugo van der Goes
- Rogier van der Weyden
- Antoon van Dyck
- Jan van Eyck

## Muziek
- Arno
- Tom Barman
- Jacques Brel
- César Franck
- Philippe Herreweghe
- Orlandus Lassus
- Gerard Mortier
- Django Reinhardt
- Adolphe Sax
- Toots Thielemans

## Sport
- Ingrid Berghmans
- Raymond Ceulemans
- Kim Clijsters
- Rik Coppens
- Raymond Goethals
- Justine Henin-Hardenne
- Eddy Merckx
- Jean-Marie Pfaff
- Gaston Roelants
- Briek Schotte
- Paul Van Himst
- Rik Van Looy
- Rik Van Steenbergen

## Politiek en koningshuis
- Edward Anseele
- Auguste Beernaert
- Koning Boudewijn
- Adolf Daens
- Filips de Goede
- Koningin Elisabeth
- Gaston Eyskens
- Camille Huysmans
- Charles Rogier
- Paul-Henri Spaak
- Achille Van Acker
- Frans van Cauwelaert
- Emile Vandervelde

## Maatschappelijke vernieuwing
- Jozef Cardijn
- Pater Damiaan
- Pedro de Gante
- Isabelle Gatti de Gamond
- Gabrielle Petit
- Peter Piot
- Georges Pire
- Pierre-Théodore Verhaegen